# Mazhar-Fuat-Özkan
Mazhar-Fuat-Özkan, znany także jako MFÖ – turecki zespół muzyczny grający muzykę rockową i pop-rockową, który został założony przez Mazhara Alansona, Fuata Günera i Özkana Uğura.

## Historia zespołu
Na przełomie lat 60. i 70. Mazhar Alanson i Fuat Güner rozpoczęli współpracę, która w 1971 roku zaowocowała ich pierwszym wspólnym albumem studyjnym zatytułowanym Türküz Türkü Çağırırız!. Dwa lata później do duetu dołączył Özkan Uğur.
W 1984 roku premierę miała pierwsza płyta studyjna trio zatytułowana Ele güne karşı yapayalnız. W 1985 roku muzycy wzięli udział w krajowych eliminacjach eurowizyjnych, do których zgłosili się z piosenką „Asik oldum”. Wiosną ostatecznie wygrali finał selekcji po zdobyciu największego poparcia jurorów, dzięki czemu zostali wybrani na reprezentantów Turcji w 30. Konkursie Piosenki Eurowizji organizowanym w Göteborgu. Przed występem w konkursie zmienili tytuł swojej propozycji na „Diday diday day” i w tej wersji zaprezentowali ją 4 maja w finale widowiska, w którym zajęli ostatecznie czternaste miejsce z 36 punktami na koncie. W tym samym roku wydali swoją drugą płytę studyjną zatytułowaną Peki peki anladık zawierającą m.in. ich eurowizyjny utwór.
W 1986 roku ukazał się ich trzeci album długogrający zatytułowany Vak the rock, a w 1987 – krążek pt. No Problem. Wiosną wzięli udział w krajowych eliminacjach eurowizyjnych z tytułowym utworem z płyty, z którym nie dotarli do pierwszej dwójki głosowania jurorskiego. W 1988 roku ponownie wystartowali w selekcjach, tym razem z piosenką „Sufi”, z którym ostatecznie wygrali koncert finałowy i po raz drugi zostali wybrani reprezentantami Turcji, tym razem podczas 33. Konkursu Piosenki Eurowizji odbywającego się w Dublinie. 30 kwietnia wystąpili w finale imprezy i zajęli w nim piętnaste miejsce po uzyskaniu 37 punktów. 

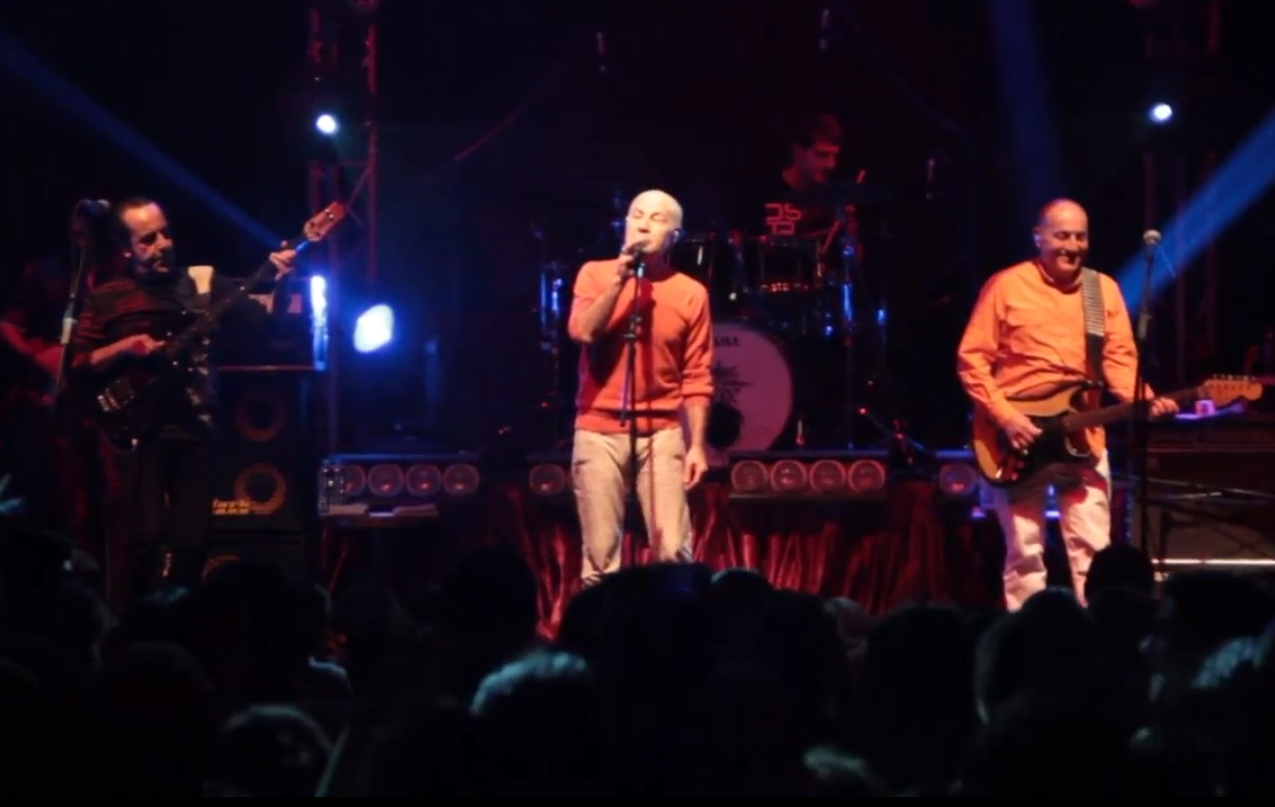
Zespół podczas koncertu w 2012 roku

W 1989 roku wydali swój pierwszy album kompilacyjny zatytułowany The Best of MFO, na którym znalazły się ich najpopularniejsze utwory, w tym m.in. „Diday diday day”, „Sufi” czy „No Problem”. Rok później ukazała się ich nowa płyta studyjna zatytułowana Geldiler, a w 1992 – krążki pt. Agannaga rüşvet i Dönmem yolumdan. W 1995 roku premierę miała kolejna płyta długogrająca wokalistów zatytułowana M.V.A.B..
W 2003 roku na rynku ukazał się nowy album kompilacyjny zespołu pt. Collection zawierający utwory z poprzednich płyt trio. W 2006 roku artyści nagrali i wydali kolejną płytę studyjną zatytułowaną Agu.
W 2011 roku ukazał się nowy krążek długogrający grupy zatytułowany Ve MFÖ

## Dyskografia
| - Ele güne karşı yapayalnız (1984) - Peki peki anladık (1985) - Vak the rock (1986) - No Problem (1987) - Geldiler (1990) - Agannaga rüşvet (1992) - Dönmem yolumdan (1992) - M.V.A.B. (1995) - Agu (2006) - Ve MFÖ (2011) | - The Best of MFO (1989) - Collection (2003) |